# Филип Чипев
Филип Тодоров Чипев е български книгоиздател.

## Биография
Роден е през 1896 г. в София. Син е на издателя Тодор Чипев. След като завършва гимназия започва работа в издателството на баща си. Спомага за сътрудничеството на издателството с писателите Гео Милев, Христо Ясенов, Ламар, Ангел Каралийчев, Николай Хрелков, и художниците Илия Бешков, Дечко Узунов, Никола Тузсузов. Издава книгите „Иконите спят“ (1922) и „Антология на българската поезия“ (1925) от Гео Милев, „Златна пепел“ от Димчо Дебелянов, която е издадена посмъртно през 1924 г., „Златни дни“ (1933) и др.
Умира през 1962 г.